# Max Tortora
Massimiliano Tortora, detto Max (Roma, 21 gennaio 1963), è un attore e imitatore italiano.

## Biografia

### Carriera televisiva
Dopo la laurea in architettura, esordisce in televisione in rotocalchi di moda, attualità e spettacolo, come Dolce casa, Scopritalia e Telefax, trasmessi su televisioni locali; nel 2001 prende parte alla trasmissione Superconvenscion di Rai 2 e poi a Convenscion a colori, dove lancia le imitazioni di personaggi, come Alberto Sordi, Luciano Rispoli, Adriano Celentano, Franco Califano e Michele Santoro.
Nel frattempo partecipa anche ad altre trasmissioni della Rai, come Stracult e Cocktail d'amore dove, insieme a Max Giusti e a Éva Henger, da vita alla parodia dell'Ispettore Derrick. Nel 2004 e nel 2005 partecipa al programma Bulldozer, dove lancia le parodie di Amadeus (negli sketch de Amadeus e il signor Giovanni, fatti insieme a Roberto Andreucci), Celentano e Capello e dove con Enrico Bertolino avvia gli sketch che poi saranno ampliati nella sitcom Piloti; sempre in Bulldozer, interpreta uno sketch in cui un attore, nella parte di un pubblico ministero, non riesce a pronunciare durante il processo la battuta "Dove vivevate?" rivolta all'imputata, costringendo la troupe a girare la stessa scena per mesi.
Nel 2001 partecipa anche, come attore comico e imitatore, ai programmi Quelli che il calcio e La grande notte del lunedì sera. Nel 2003 per Rai 1 partecipa a Uno di noi, Sognando Las Vegas e Torno sabato, e tre, poi a Italia 1 con Ciro presenta Visitors. Nel 2004 per Rai 2 conduce il varietà comico BravoGrazie, insieme a Nina Morić.
Dal 2006 al 2012 è nel cast della fiction I Cesaroni, accanto a Claudio Amendola e Antonello Fassari. Nel 2007 è protagonista, insieme ad Enrico Bertolino, nella sitcom Piloti, in onda su Rai 2. 
Sempre nel 2007 ha fatto il guardalinee per la partita commemorativa degli ottant'anni della Roma assieme ad Antonello Fassari, mentre l'arbitro era Claudio Amendola. 
Nel 2019 ha preso parte al programma televisivo Aspettando Adrian di Adriano Celentano e nello stesso anno ha partecipato con la sua voce nel singolo Timberland Pro di J-Ax, che cita la frase di Alberto Sordi nel film Il marchese del Grillo "Mi dispiace. Ma io so' io e voi non siete un cazzo!".
Nel 2025 ha interpretato il ruolo del protagonista Pietro Giraldi nella miniserie Doppio gioco.

## Filmografia parziale

### Cinema
- Stregati dalla luna, regia di Pino Ammendola (2001)
- L'ispettore Derrick... e Harry!, regia di David Emmer – mediometraggio (2002)
- The Clan, regia di Christian De Sica (2005)
- Genitori & figli - Agitare bene prima dell'uso, regia di Giovanni Veronesi (2010)
- Natale in Sudafrica, regia di Neri Parenti (2010)
- Un matrimonio da favola, regia di Carlo Vanzina (2014)
- Torno indietro e cambio vita, regia di Carlo Vanzina (2015)
- La coppia dei campioni, regia di Giulio Base (2016)
- Miami Beach, regia di Carlo Vanzina (2016)
- Caccia al tesoro, regia di Carlo Vanzina (2017)
- La terra dell'abbastanza, regia di Damiano e Fabio D'Innocenzo (2018)
- Loro, regia di Paolo Sorrentino (2018)
- Sulla mia pelle, regia di Alessio Cremonini (2018)
- Brave ragazze, regia di Michela Andreozzi (2019)
- La volta buona, regia di Vincenzo Marra (2019)
- C'è tempo, regia di Walter Veltroni (2019)
- Favolacce, regia di Damiano e Fabio D'Innocenzo (2020) – voce narrante
- Il regno, regia di Francesco Fanuele (2020)
- Si vive una volta sola, regia di Carlo Verdone (2021)
- Siccità, regia di Paolo Virzì (2022)
- I migliori giorni, regia di Massimiliano Bruno ed Edoardo Leo (2023)
- Tramite amicizia, regia di Alessandro Siani (2023)
- Felicità, regia di Micaela Ramazzotti (2023)
- La guerra dei nonni, regia di Gianluca Ansanelli (2023)

### Televisione
- Villa Ada, regia di Pier Francesco Pingitore – film TV (1999)
- I Cesaroni – serie TV (2006-2012)
- Nemici amici - I promessi suoceri, regia di Giulio Manfredonia – film TV (2010)
- Baby – serie TV (2019-2020)
- Tutta colpa di Freud – serie TV (2021)
- Crazy for Football - Matti per il calcio, regia di Volfango De Biasi – film TV (2021)
- Vita da Carlo – serie TV (2021-2023)
- Doppio gioco, regia di Andrea Molaioli – miniserie TV (2025)

## Teatro
- Un'altra mandragola (1984)
- Antigone (1985)
- Il signor de Pourcegnac (1988)
- La farsa dei tenebrosi (1990)
- Protocolli (1994)
- Uomini stregati dalla Luna (1995)
- Musica Molière (1995)
- Uomini targati Eva (1996)
- I tre moschettieri (1996)
- Troppi sconosciuti dentro il letto (1999)
- Scusate se non sono all'altezza (1999)
- Nemici di casa (2003)
- Sì, sì... proprio io (2003)
- Coppie in multiproprietà (2004)
- Doppia coppia (2005)

## Programmi TV
- Dolce casa (Rai 2, 1986-1988)
- Scopritalia (Rai 2, 1990-1994)
- Telefax (Rai 2, 1994-1996)
- Superconvenscion (Rai 2, 2001)
- Stracult (Rai 2, 2001)
- Quelli che il calcio (Rai 2, 2001-2002)
- Indovina chi viene a cena (Rai 2, 2001)
- Cocktail d'amore (Rai 2, 2002)
- Convenscion a colori (Rai 2, 2002)
- Notte mediterranea (Rai 2, 2002)
- La grande notte del lunedì sera (Rai 2, 2002-2006)
- Uno di noi (Rai 1, 2003)
- Ciro presenta Visitors (Italia 1, 2003)
- Che tempo che fa (Rai 3, 2003)
- Sognando Las Vegas (Rai 1, 2003)
- Torno sabato, e tre (Rai 1, 2003)
- BravoGrazie (Rai 2, 2004)
- Bulldozer (Rai 2, 2004)
- Due sul divano (LA7, 2005)
- Bulldozer (Rai 2, 2005)
- Blà Blà Blà (Rai 2, 2005)
- Miss Italia 2005 (Rai 1, 2005)
- Suonare Stella (Rai 2, 2006)
- La Grande Notte (Rai 2, 2007)
- Piloti (Rai 2, 2007)
- 7 vite (Rai 2, 2007)
- Wikitalia (Rai 2, 2012)
- Impazienti (Rai 2, 2014)
- 58º Festival di Castrocaro (Rai 1, 2015) – giurato
- Mr. Premium (Rai Premium, 2015)
- Aspettando Adrian (Canale 5, 2019)
- Maledetti amici miei (Rai 2, 2019)

## Doppiaggio
- Postino Pat in Postino Pat - Il film

## Radio
- Il cammello di Radiodue (Rai Radio 2, 2004)
- Picnic (Rai Radio 2, 2005)
- Non è un paese per giovani (Rai Radio 2, 2017-2019)

## Videoclip
- Ragazze acidelle dei Flaminio Maphia (2001)

## Campagne pubblicitarie
- Crodino
- Acqua Brioblù Rocchetta
- Telecom Italia

## Riconoscimenti
- Nastri d'argento - Grandi Serie
  - 2022 – Migliore attore non protagonista per Tutta colpa di Freud - La serie e Vita da Carlo[4]

- Festival nazionale adriatica cabaret
  - 2005 – Delfino d'oro alla carriera